# 푸이

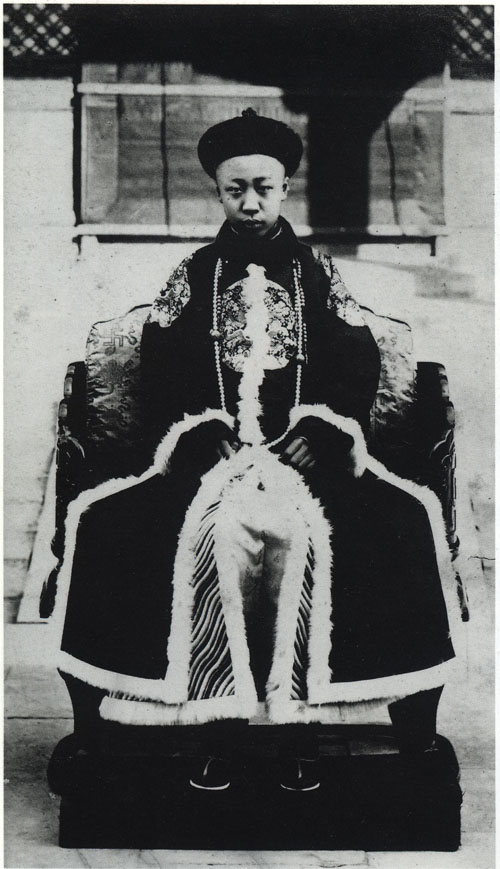
1917년 복벽 사건 당시의 선통제 푸이

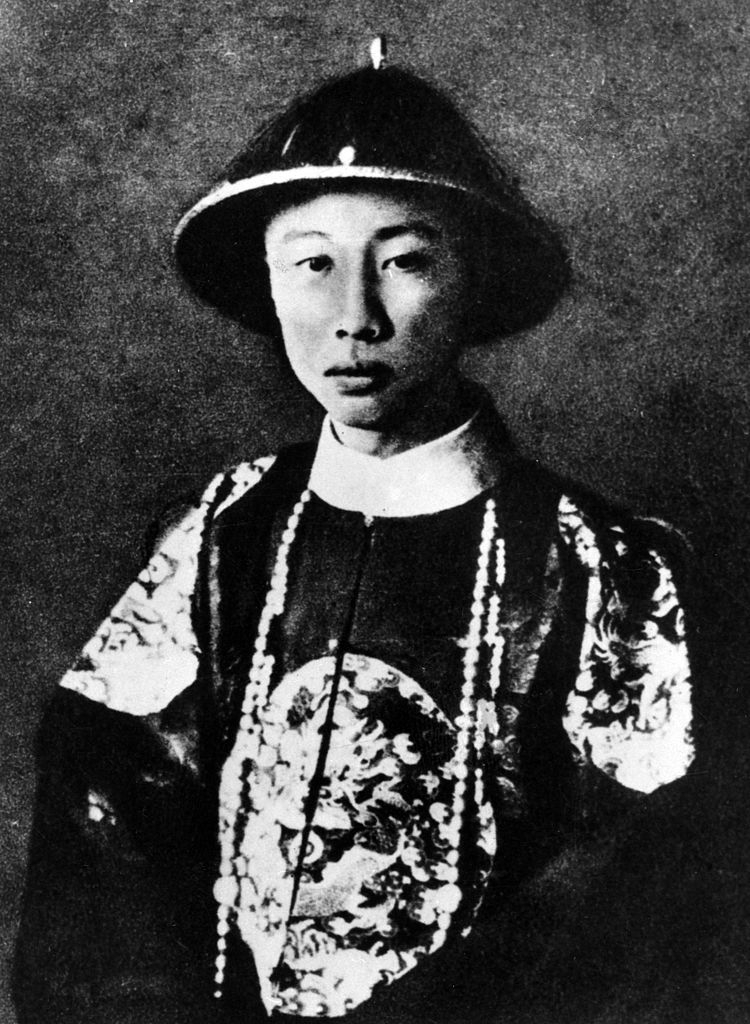
1922년 당시의 아이신 교로 푸이

아이신 교로 푸이(만주어: ᠠᡳᠰᡳᠨ
ᡤᡳᠣᡵᠣ
ᡦᡠ ᡳ Aisin Gioro Pu I, 중국어 간체자: 爱新觉罗溥仪, 정체자: 愛新覺羅溥儀, 병음: Àixīnjuéluó Pǔyí, 한자음: 애신각라 부의, 1906년 2월 7일 ~ 1967년 10월 17일)는 청나라의 마지막 황제 선통제(宣統帝, 재위 : 1908년 ~ 1912년, 황제의 칭호는 1924년까지 유지)이자 만주국의 집정 및 황제(재위 : 1932년 ~ 1934년, 1934년 ~ 1945년)이다. 
만주국 집정으로는 대동왕(大同王), 황제로는 강덕제(康德帝)이며 중화인민공화국에서 중국인민정치협상회의의 전국위원을 지내기도 했다. 중국 역사상 마지막 황제로 널리 알려져 있고 도광제의 증손자이다. 민제(愍帝), 양제(襄帝), 손제(遜帝), 폐제(廢帝), 말제(末帝)로 불리기도 한다. 만주어로는 거훙거 요소 한(만주어: ᡬᡝᡥᡠᠩᡤᡝ
ᠶᠣᠰᠣ
ᡥᠠᠨ  Gehungge Yoso Han), 몽골어로는 휴브트 요스 칸(몽골어: ᠬᠡᠪᠲᠦ 
ᠶᠣᠰᠣ
ᠻᠠᠭᠠᠨ xhubutu yos Khaan)이라고 불리기도 한다.

## 생애

### 출생
1906년 청나라 제11대 황제인 광서제의 동생 순친왕 재풍(載灃)과 서태후의 측근인 대학사 겸 군기대신 영록(榮祿)의 딸 유란의 아들로 순친왕부에서 태어났다.

### 즉위

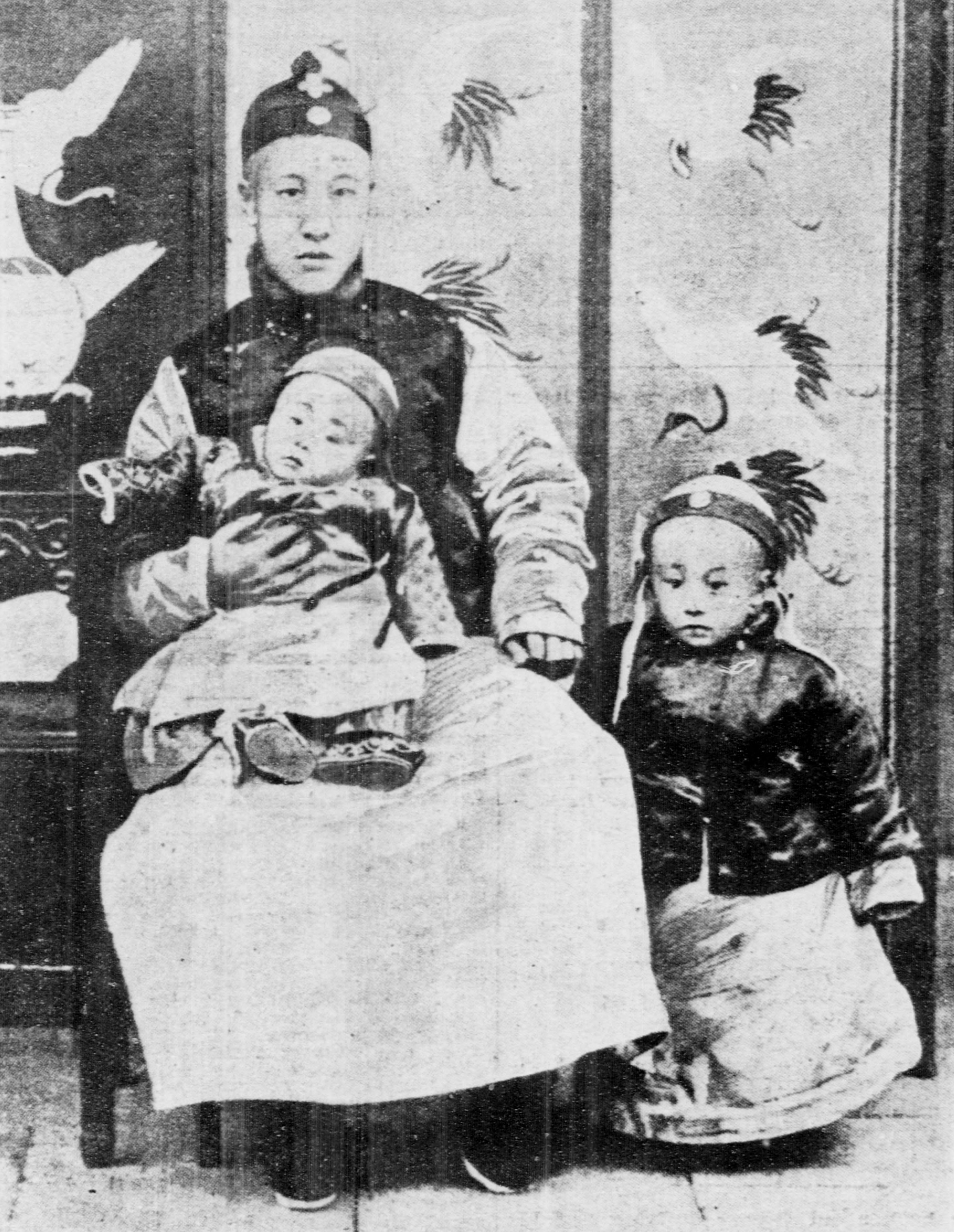
순친왕(좌)과 푸이(우), 푸계
(1907년)

1908년 11월 14일 광서제가 붕어하자 당시 강력한 권력을 가진 서태후가 푸이를 동치제와 광서제의 후계자로 지명하여 태어난지 2년 10개월 만에 청나라 12대 황제 선통제로 즉위하였다. 청 왕조의 가법(家法)에 따르면 동치제가 죽었을 때, 항렬이 부(溥)자인 후손들이 황위를 계승해야만 했지만 서태후가 권력을 놓을 생각이 없었기 때문에 동치제와 같은 항렬인 광서제로 황위를 승계하게 하였다. 결과적으로 푸이는 동치제와 광서제를 겸조하여 대를 잇게 되었다. 서태후는 푸이의 생부인 순친왕을 감국섭정왕(監國攝政王)으로 임명하여 정치의 실권을 위임하였고 광서제가 붕어한 다음날인 11월 15일에 훙서하였다. 즉위식은 1908년 12월 2일 베이징의 자금성 태화전에서 봉행되었다. 즉위식에서 푸이가 울음을 터뜨리자 섭정왕인 순친왕은 "울지 마세요, 곧 끝납니다, 곧 끝나요!"라고 말하였고, 대신들은 대청제국의 불길한 징조라고들 하였다.
유모 왕초씨(王焦氏)는 자금성에 푸이와 동행하였다. 푸이는 생모를 7년 동안 볼 수 없었고 유모의 특별한 보살핌으로 성장하였다. 유모는 푸이가 8살이 되자 자금성에서 출궁하지만, 푸이는 결혼한 후에도 때때로 자금성에 유모를 불렀고, 만주국이 성립한 후에도 유모는 푸이를 만났다. 만주국에서 들인 두 후궁 (명현귀비 탄위링, 복귀인 리위친)은 유모가 소개시켜 준 것이었다. 1959년 특별 사면되자 푸이는 유모의 양자를 방문하기도 했다.

### 청 멸망과 퇴위
1909년 순친왕은 형인 광서제를 배반하고 무술변법을 실패하게 만든 북양대신 겸 직례총독 위안스카이를 실각시키고, 위안스카이는 하남성(河南省) 창덕(彰德)에 칩거한다. 1911년 10월 10일 신해혁명의 시발점이 된 우창 봉기가 발생하자 위안스카이는 이를 진압한다는 명목으로 정계에 복귀했다. 청 조정은 위안스카이의 요구대로 위안스카이를 총리대신에 임명하였고, 순친왕은 섭정에서 물러나야 했다.

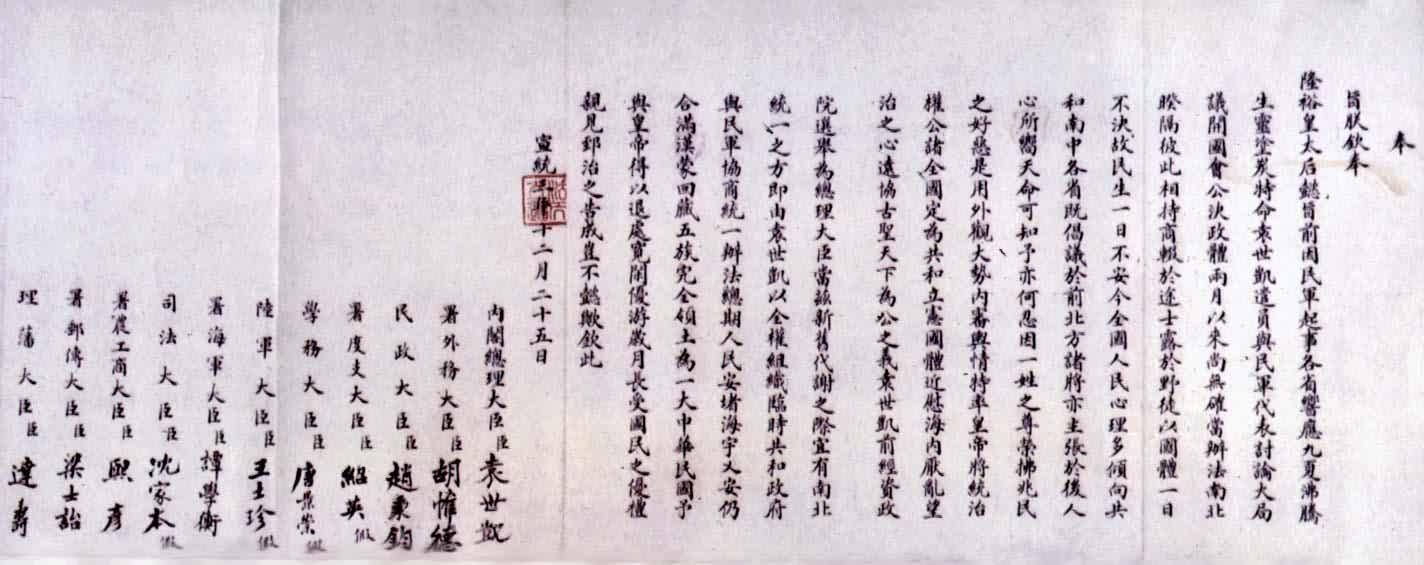
청 조정이 공포한 푸이의 퇴위조서
(1912년 2월 12일)

위안스카이는 쑨원으로부터 난징 임시정부(중화민국) 임시 대총통의 지위를 양보하겠다는 밀약을 받고 적극적으로 청 왕조 타도에 나섰다. 1912년 1월 16일 위안스카이는 융유 황태후(隆裕皇太后, 1868년 ~ 1913년)에게 공화정을 수용하라는 협박을 하였고 황족회의에서는 찬반 양론이 격렬하게 대립하였다. 선기와 푸웨이(溥偉)는 푸이의 퇴위에 격렬하게 반대했지만 황태후는 황제의 퇴위에 찬성하였다. 1월 30일 내각에 공화정 선포를 준비하라는 지시가 내려졌다. 2월 3일 청 황실은 위안스카이에게 전권을 부여하고 난징 임시정부 측과 퇴위 조건에 관한 구체적인 협상을 하게 했다. 2월 9일 황제에 대한 퇴위 후 우대 조항 8개조가 확정된다. 청 황족에 대한 우대 조항 4개조와 만주족·몽고족·회족·장족에 대한 우대 조항 7개조도 아울러 확정된다. 2월 11일 황태후가 황실 우대 조건을 받아들였고, 2월 12일 자금성 양심전(養心殿)에서 마지막 조회(朝會)가 열렸다. 황태후는 공화국체제의 도입을 위하여 황실의 통치권을 포기하며 만한몽회장(滿漢蒙回藏)의 5족으로 중화민국을 구성한다는 뜻을 담은 퇴위조서를 공표하게 했다. 이로써 푸이는 황제에서 퇴위하였고 286년간 중국을 통치한 청나라 황조는 공식적으로 멸망한다.
숙친왕은 일본 조차지인 뤼순(旅順)에서, 공친왕은 독일 조차지인 칭다오에서 복벽운동을 전개한다. 청 조정과 중화민국 정부의 협의에 따라 자금성은 건청문 광장을 경계로 하여 외조(外朝)의 삼대전과 문화, 무영 등의 전각은 중화민국 정부의 소유가 되었고, 내정(內廷)의 후삼궁과 동쪽과 서쪽에 있는 육궁 등은 청 조정이 소유하는 것으로 결정되었다.

〈대청 황제 퇴위 후의 우대에 관한 조항〉(關於大淸皇帝辭位後優待之條件)
금일 대청 황제가 공화국체를 찬성한다고 선포했기에 중화민국은 대청 황제 퇴위 이후 우대 조항을 아래와 같이 정한다.
1. 대청 황제 퇴위 후에도 존호는 계속 존속되며 폐기되지 않는다. 중화민국은 외국 군주를 대하는 예로써 그를 대한다.
2. 대청 황제 퇴위 후 세비는 400만 냥으로 하며 새로운 화폐를 발행한 후에는 400만 원으로 한다. 그 돈은 중화민국이 지출한다.
3. 대청 황제는 퇴위 후 잠시 자금성에서 거주하다 나중에 이화원으로 이주하며, 시위 인원은 예전과 같이 고용한다.
4. 대청 황제는 퇴위 후에도 종묘와 능침에 대해 영원히 봉사하며, 중화민국에서 적절하게 위병을 설치하여 신중히 보호한다.
5. 덕종황제의 황릉(皇陵)이 아직 완공되지 않았는데 규정과 같이 건설하여 봉안 의식을 올리며 옛 규정에 따른다. 실제 사용되는 모든 경비는 중화민국에서 지출한다.
6. 이전까지 궁궐에서 일했던 각종 인원은 예전처럼 계속해서 고용하지만 이후에는 환관을 고용할 수 없다.
7. 대청 황제 퇴위 후에도 원래 가지고 있던 사유재산은 중화민국에서 특별히 보호한다.
8. 원래의 금위군은 중화민국 육군부 편재로 귀속되며 봉급 액수는 예전과 같다.

### 정사복벽
중화민국 대총통에 취임했던 위안스카이는 1915년 12월 12일 제정 부활을 선언하고 황제에 즉위했다. 1916년 국호를 '중화제국'으로 고치고 연호를 홍헌(洪憲)으로 정했다. 하지만 북양 군벌을 비롯하여 국내외의 반발로 인해서 즉위 직후인 동년 3월에 퇴위했고 6월에 사망했다.
1917년 제1차 세계 대전에서 독일에 선전 포고하는 문제로 대총통 리위안훙(黎元洪)은 총리 돤치루이(段祺瑞)와 권력투쟁을 벌여 돤치루이를 해임했다. 돤치루이는 자신을 따르는 각 성의 군벌들을 부추겨 중앙 정부에 대해 독립을 선포시켰다. 리위안훙은 급히 장쉰(張勳)에게 병력을 이끌고 베이징으로 와서 화해를 주선하도록 요구했지만 장쉰은 이를 기회로 푸이의 복벽(復辟)을 꾀했다. 장쉰은 3천명의 변자군을 이끌고 베이징에 입성하였고, 6월 30일 자금성에 들어가 첸바오첸(陳寶琛) 등과 복벽 계획을 상의하고 사전에 청 황실에 이를 알렸다. 심야에 장쉰의 병력은 기차역과 전신국 등을 점령하였고 리위안훙에게도 협력할 것을 권유했다. 7월 1일 새벽, 장쉰은 청나라 조복을 입고 캉유웨이(康有爲) 등과 함께 자금성에 들어가 푸이를 복위시켰다. 이후 각종 공화 제도를 다시 전제 왕정으로 되돌리려는 복고 정책을 반포하였다. 장쉰은 스스로 의정대신과 북양대신 겸 직례총독에 올라 군권과 정권을 장악하였다. 복벽의 소식이 알려지자 쑨원은 상하이(上海)에서 이를 반역으로 규정하고, 각 성의 혁명당원에게 토벌할 것을 명령하는 격문을 발표하였다. 각지에서 복벽에 반대하는 운동이 벌어졌고 장쉰을 토벌할 것을 요구하였다. 리위안홍은 복벽에 협력할 것을 거절하였고 일본 공사관으로 피신하였다. 병력을 보유하고 있던 돤치루이는 일본의 재정지원을 받아 7월 3일 톈진(天津)에서 군사를 일으켰다. 돤치루이는 장쉰의 군대를 단숨에 격파했고 장쉰은 급히 네덜란드 공사관으로 도피하였다. 7월 12일 푸이는 다시 퇴위를 발표했고, 14일 돤치루이는 베이징에 입성하여 정부를 장악하였다.

### 존스턴과의 만남

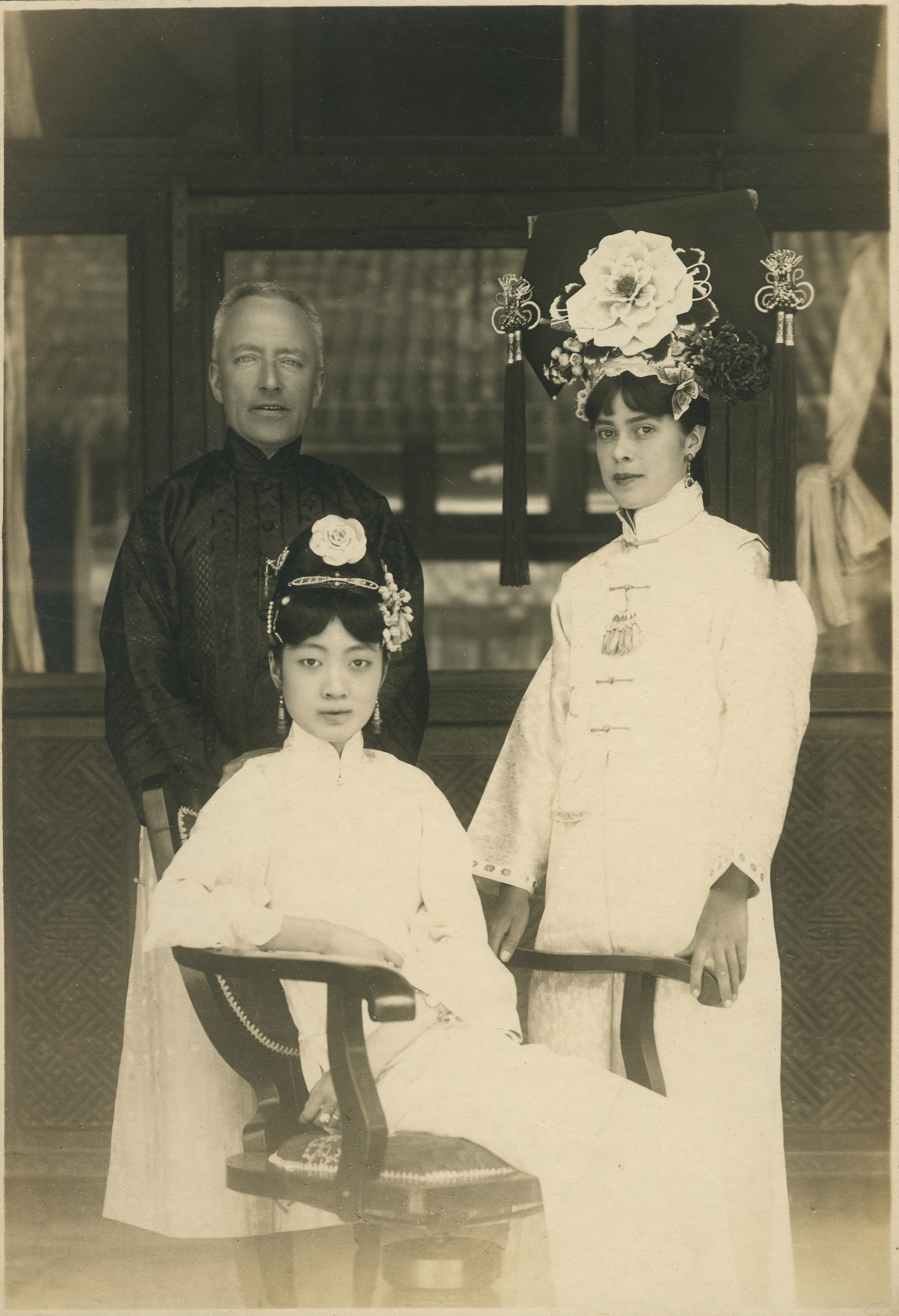
존스턴과 완룽, 잉그램

1919년 푸이는 영어 교육을 목적으로 리홍장(李鴻章)의 아들이자 오스트리아 공사를 역임한 리징마이(李經邁)의 권유에 의해서 영국 식민성의 관료로 북경어에 능통한 스코틀랜드 에든버러 태생의 레지널드 존스턴(Sir Reginald Fleming Johnston, 중국명: 莊士敦, 1874년 ~ 1938년)을 황제의 사부인 제사(帝師)로 초빙했다. 푸이와 존스턴은 1919년 3월 3일 자금성에서 처음으로 대면한다. 존스턴은 9품계 중 둘째 품계와 초피괘를 받았고, 1922년 대혼은전(大婚恩典)이 베풀어졌을 때, 첫째 품계로 올라 중국 최고위 관리가 되었다. 그는 자금성의 후문 부근에 거주했고 자동차로 통근했다. 이후 푸이는 존스턴에게 교육을 받으면서 양복, 자전거, 안경, 전화나 영어 잡지 등의 유럽의 최신 수입품을 접하게 된다. 푸이는 자금성에서 생활을 하면서도 스스로 변발을 자르는 등, 존스턴이 가져온 서양의 생활 양식과 사상의 영향을 받게 된다. 존스턴은 푸이에게 '헨리(Henry)'라는 영어 이름을 주었지만, 푸이는 공식적으로는 절대 사용하지 않았다.
존스턴은 1924년 푸이가 자금성에서 출궁하였을 때 제사에서 사임하고 영국으로 귀국하였다. 귀국하기 전에 텐진에 거주하던 푸이를 방문하였다. 1927년 존스턴은 영국의 중국 조차령인 포트 에드워드(중국명:威海衛)의 행정장관으로 중국으로 돌아와 1930년 10월 1일 중국에 반환될 때까지 주재하였다. 영국에 귀국한 존스턴은 런던 대학교의 동양학 및 중국어 교수로 취임하였고 1931년 태평양 회의에 참석을 위해서 다시 중국을 방문했을 때 푸이와 재회한다. 1934년 푸이의 제사 시절부터 푸이의 만주국 집정까지의 동향을 서술한 《자금성의 황혼》(Twilight in the Forbidden City)을 저술하였다. 1935년 만주국을 방문해 집정이 된 푸이와 재회하는 등, 푸이와의 교류는 계속되었다.

### 자금성 생활
1922년 12월 1일 만주 기인으로 다우르족(达斡尔族)의 완룽(郭布羅婉容, 1906년 11월 13일 ~ 1946년 6월 20일)을 황후로, 몽고 기인의 원슈(鄂爾徳特文繍, 1909년 12월 20일 ~ 1953년 9월 17일)를 숙비(淑妃)로 삼아 자금성에서 대혼전례(大婚典禮)를 거행하였다. 푸이는 시대에 뒤떨어진 관습이라며 황후 외에 숙비를 맞이하는 것에 반대했지만 측근들의 권유로 1명만 맞이하는 것으로 동의했다. 황후 완룽은 저수궁(儲秀宮)에, 숙비 원슈는 장춘궁(長春宮)에 거주하게 되었다. 혼례를 치른 뒤에 청 왕조 사상 처음으로 푸이는 외국인을 위한 비공식 합동 환영회를 개최했다.
결혼 후에 완룽의 영어 교사로서 미국인 선교사의 딸이자 베이징 태생의 이사벨 잉그램(Isabel Ingram, 1902년 ~ 1988년)을 초빙한다. 인그램은 웰즐리 대학교(Wellesley College)를 졸업하고 베이징으로 돌아와 완룽에게 영어를 가르쳤다. 인그램은 완룽이 자금성에 황후로 들어오기 전부터 완룽의 영어 교사였으며, 완룽에게 '엘리자베스(Elizabeth)'라는 영어 이름을 주었다. 푸이는 영국이나 미국으로의 유학을 준비했지만 실현되지는 못했다.
푸이는 중화민국이 혼란한 상황에 있었지만, 완룽과 존스턴 등의 측근들과 함께 자금성에서 평온한 생활을 보내고 있었다. 1923년 푸이는 내무부에 자금성의 재산에 대한 목록을 작성하여 제출하도록 요구하였고, 일련의 횡령 행위를 일소하려 한다. 6월 27일 새벽, 건복궁에 화재가 발생하였는데, 부정 행위가 발각될 것을 두려워한 환관들이 냈다는 게 일반적인 견해이다. 이에 푸이는 7월 15일 중화민국 정부의 힘을 빌려 천여 명의 환관 대부분을 일제히 해고한다. 푸이는 내무부 총관 정샤오쉬(鄭孝胥)와 함께 자금성의 경비 삭감과 근대화를 추진하였다.
푸이는 자선을 베푸는 것을 좋아했는데 베이징의 빈민 구호 기금이나 중국 각지의 자연재해 피해를 입은 이재민을 위한 의연금으로 많은 액수를 익명으로 기부하였다. 1923년 관동 대지진이 발생하자 20만 달러 이상의 지진 구호 기금을 요시자와 겐키치(芳沢謙吉) 일본 공사에게 전달했는데, 존스턴은 푸이가 이 문제에 대해 어떠한 정치적 동기도 없었다고 단언하였다.

### 자금성 출궁
1924년 11월 5일 오전 9시경, 펑위샹의 참모인 루종린(鹿鐘麟)과 그 부하들은 자금성 신무문에서 경비 부대의 무장을 해제시킨 뒤 해산을 명령하였다. 루종린은 내무부를 찾아가 푸이와의 회견을 요구하면서, 세 시간 안에 자금성에서 나가라는 명령을 전하러 왔다고 밝혔다. 그리고 그들은 대청황실우대조건의 수정본을 즉시 승인해야 한다고 압박했다. 오후 3시, 푸이와 청 황실은 결국 자금성을 떠나 순친왕부로 거처를 옮긴다. 존스턴은 수정안에 중화민국 정부가 새로운 협약을 충실하게 준수하겠다는 보장이 어떤 형태로도 포함되어 있지 않다는 치명적인 모순을 발견했다. 더욱이 기존의 우대 조항에 명시되어 있는 연금 지급 규정도 제대로 지켜지지 않고 있었다. 존스턴은 중화민국 정부가 오로지 중국인과 외국인의 눈을 속여 황제가 공정하고 관대한 처우를 받고 있다고 여기게끔 만드는 것이라 보았다.

〈청 황실의 우대에 관한 조항의 수정안〉(修正淸室優待條例)
대청 황제는 오족 공화(共和)의 정신을 관철하고자 하고, 중화민국의 각종 제도를 위반하면서까지 존속하기를 원치 않기 때문에 특별히 청 황실 우대에 관한 조항을 다음과 같이 수정하고자 한다.
1. 대청 선통 황제에 대해서는 오늘부터 영원히 황제 존호를 폐하고, 중화민국 국민과 법률상 동일한 권리를 갖도록 한다.
2. 본 조항이 수정된 이후, 중화민국 정부는 매년 청 황실에 50만 원을 보조한다. 특별히 2백만 원을 지출하여 베이징 빈민 공장을 건설해서, 기적 빈민(旗籍貧民)을 수용하도록 한다.
3. 청 황실은 원래의 우대 조항 제3조에 의거, 오늘 이후로 궁 밖으로 거처를 옮기며 향후 자유롭게 주거지를 선택할 수 있다. 다만 중화민국 정부는 계속해서 이를 보호할 책임을 진다.
4. 청 황실의 종묘와 능침은 영원히 봉사하며, 중화민국 정부가 적절하게 위병을 설치하여 보호한다.
5. 청 황실의 사유재산은 모두 황실에서 향휴할 수 있으며 중화민국 정부는 이를 특별히 보호하고, 모든 공유 재산은 중화민국 정부의 소유로 귀속된다.

### 톈진 체류 시절

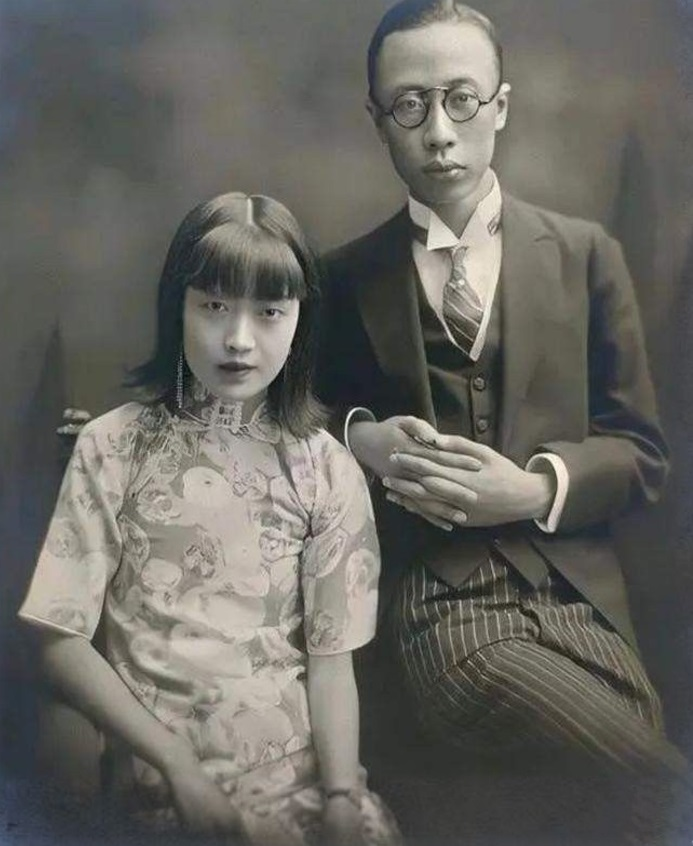
톈진에서의 푸이와 완룽

푸이는 자금성에서 출궁한 후 순친왕부에서 기거하며 상하이 조계나 칭다오 조계의 영국 공사관과 네덜란드 공사관에 비호를 요청하지만 중국에 대한 내정 간섭이 되는 것을 우려하여 거부된다. 일본 정부는 푸이의 비호를 수락하고 푸이는 1924년 11월 29일 베이징의 일본 공사관으로 거처를 옮긴다. 1925년 2월 27일 정샤오쉬와 일본 정부의 권유로 텐진의 일본 조계의 장원(張園)으로 이주한다. 장원은 호북제독이며 우창 주재 제8진 통제(統制)인 장표(張彪)가 사재로 건축한 유락 시설이었는데, 푸이가 텐진에 온 것을 알고 무상으로 제공하였다. 2년 뒤에 같은 일본 조계지에 위치한 정원(静園)으로 이주하였다. 푸이의 텐진 이주는 만주에 본격적 진출의 기회를 노리고 있던 일본 관동군과 푸이가 긴밀한 관계를 맺게 되는 계기가 되었고, 중화민국 정부는 만주에 강한 영향력을 가진 푸이의 행보에 곤혹스러워 했다.
1927년 국공내전으로 정치적 혼란이 격화되는 과정에서 1928년 국민당의 군벌 쑨디앤잉(孫殿英)의 군대가 청동릉(淸東陵)을 약탈하는 사건이 발생한다(동릉 사건). 건륭제의 유릉(裕陵)과 서태후의 정동릉(定東陵)의 묘실이 철저하게 약탈된다. 푸이는 국민당 정부에 항의하였지만 쑨디앤잉이 국민당의 고관에게 뇌물을 주고 있었기 때문에 아무런 처벌이 없었다. 동릉 사건은 자금성 출궁과 함께 푸이에 있어 청조 복벽에 대한 생각을 한층 강하게 만든 사건이었다.
푸이는 텐진에 거주하면서 첸바오첸, 정샤오쉬, 뤄젠위(羅振玉)와 함께 청조 복벽에 대한 방법을 의논하였다. 뤄젠위와 정샤오쉬는 외부 세력의 원조를 통한 복벽에 긍정적이었고 첸바오첸은 이를 반대하였다. 1931년 8월 푸이는 일본 육군 대신 미나미 지로에게 편지를 보내 복벽에 대한 그의 열망을 전했다. 푸이는 만주국 원수의 취임을 제안하는 관동군 특무기관장 도이하라 겐지(土肥原 賢二)와 만났다. 1931년 숙비 원슈는 푸이에게 이혼을 요구하였고, 이혼 후에 칭호가 박탈되어 평민이 되었다.

### 만주국 건국과 집정 취임

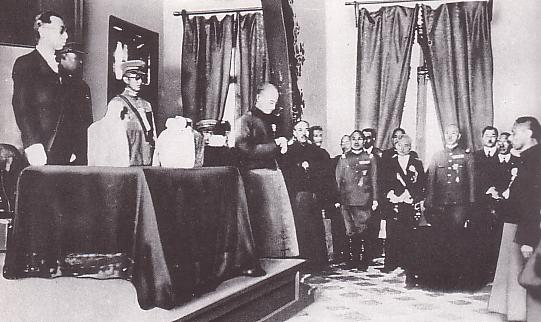
푸이의 만주국 집정 취임식
(1932년)

1931년 9월 18일 일본 관동군은 류탸오후 사건을 조작해 이를 중국의 장쉐량 군대의 소행으로 몰아 군사 행동을 개시하였다(만주사변). 만주 침략 작전을 시작하여 5일 만에 랴오둥, 지린 성의 대부분 지역을 장악하고, 이 지역 군벌들에 압력을 가해 두 성의 중국으로부터의 독립을 선언하게 하였다. 9월 21일 일본의 조선주둔군 사령관 하야시 센주로에 의한 독단 월경으로 전쟁은 남쪽 만주 지방 전체에 확대되었다. 일본 정부는 군사 행동의 정당성과 이후 전쟁을 확대하지 않겠다는 방침을 발표하고 사건을 공인하였다. 1931년 10월 진저우를 폭격하고 만주 남부를 점령한 후 11월에는 치치하얼 점령하였으며, 소련·만주간 경계를 이루는 동북3성 전역을 장악하고 1932년 1월 장쉐량의 반만항일 거점인 진저우를 점령하였으며 2월에는 하얼빈을 점령하여 만주 북쪽 주요 도시를 거의 점령하였다.
당초 만주 몽골 지방을 영유하려고 계획했던 일본 관동군은 만주 지배방식을 괴뢰국가 수립으로 변경하여, 1931년 10월 <만몽공화국 통치대강안>을 세워 통치방침·정부조직을 결정하고 각지의 군벌과 군인에게 지역적인 독립정권을 세우도록 하였으며 11월에는 톈진에 망명 중이던 푸이를 탈출시켜 만주국의 황제로 삼을 준비를 추진하였다. 도이하라 겐지의 만주국의 원수 취임 제안을 받은 푸이는 청조 복벽을 조건으로 만주국의 집정 취임에 동의하였다. 푸이는 텐진을 떠나 11월 13일 잉커우(营口)에 도착하여 뤼순의 남만주철도가 경영하는 야마토 호텔에 머물렀다. 관동군과 협력하고 있던 숙친왕 선기의 제14왕녀 가와시마 요시코(川島芳子)는 완룽을 텐진에서 뤼순까지 호송하였다. 1932년 1월 말, 항일운동이 거센 상하이에서 일본 해군육전대와 중국군의 충돌이 일어나자 3월 1일, 장징후이 등에 의한 둥베이행정위원회가 만주국의 성립을 선포하였고, 만주는 일본의 중국 침략 전쟁을 위한 병참기지화되었다. 3월 9일 푸이가 만주국의 집정에 취임하여, 오족협화의 왕도낙토(五族協和的王道樂土)를 기치로 내걸어, 연호를 대동(大同), 창춘을 신징으로 개명하여 수도로 삼고 만주국을 건국하였다.
국제연맹은 중국 측의 제소에 따라 리턴 조사단을 파견하고 조사보고서를 채택, 일본군의 철수를 권고하였으나 러허 성마저 점령한 일본은 이를 거부하였으며 1933년 3월 국제연맹을 탈퇴하였다. 조사를 위해 만주국을 방문했던 리턴 조사단은 조사의 일환으로 푸이를 만났었다.

### 만주국 황제 즉위

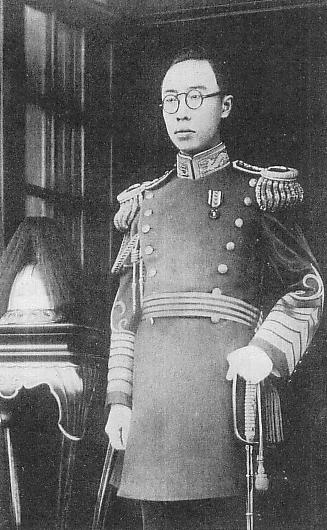
만주국 황제에 즉위한 푸이
(1934년)

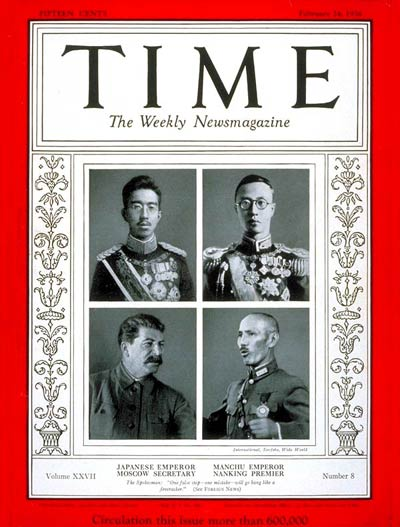
타임의 표지에 등장한 푸이
(오른쪽 위, 1936년 2월 24일)

푸이는 1934년 3월 1일에 만주국 황제에 즉위하여 강덕제가 되었다. 푸이의 황제 즉위에 아울러 국명도 만주 제국으로 불리는 것이 많아졌다. 연호도 '강덕(康德)'으로 변경되었다. 만주국 측에야는 당초는 '계운(啓運)'으로 예정하고 있었지만, 관동군의 간섭에 의해서 변경하였다. 동시에 자금성 시절부터의 내무부 대신이었으며 푸이와 일본 관동군과의 사이를 주선한 정샤오쉬가 국무원 총리로 취임했다. 같은 날 신징 시내에서 행해진 황제 즉위식에서 푸이는 만주국의 슬로건의 하나인 '오족협화'를 내거는데 있어서 만주족의 민족색을 내는 것을 싫어한 관동군으로부터의 강한 권유로 만주국군의 군복을 착용하였지만, 푸이의 강한 의지로 신징 시내의 순천(順天) 광장에 놓여진 특설 회장에서 즉위식에 앞서 즉위를 청조의 선조에게 보고하는 의식인 <고천례>(告天禮)를 행할 때에 푸이는 만주족의 용포를 착용했다. 그러나 동시에 만주국 정부에서는 이것은 청조의 복벽을 의미하지 않는다는 취지의 성명이 나와 있었다.
푸이의 황궁은 집정 당시와 같이 만주국의 수도의 신징 중심부에 있었다. 당초 푸이 부부는 집정부의 집희루(緝煕樓)에서 살고 있었지만, 황궁으로의 위엄이 부족하다고 생각한 만주국 정부에 의해서 1938년 새롭게 동덕전(同德殿)이 황궁으로서 지어졌다. 그러나 관동군에 의한 도청을 경계해 푸이 자신은 한번도 황궁으로서 이용하지 않았다.
관동군의 주도에 의해서 만들어진 만주국의 헌법상에서는 황제는 국무원 총리를 시작으로 대신들을 임명할 수 있었지만, 차관 이하의 관료에 대해서는 1932년 조인한 <일만의정서>(日滿議定書)에 의해서 관동군이 일본인을 만주국의 관리에게 임명 혹은 파면하는 권한을 가지고 있어서 관동군의 동의가 없으면 임면 할 수 없었다. 실제로 관동군 장교인 요시오카 야스나오(吉岡安直)나 쿠도 타다시(工藤忠)가 항상 푸이와 함께 행동해서 푸이의 행동이나 발언에 대해 조언하여 황제의 칭호는 허울 뿐이었고 일본의 괴뢰라고 할 수 있는 상황이었다. 국체에 관련되는 중요 사항의 결정에는 푸이 뿐만이 아니라 관동군의 인증이 필요하였고 만주국 관직의 약 절반을 일본인이 차지하였으며 건국 당초 만주국 독자적인 군대나 국적법이 존재하지 않는 등, 관동군의 영향력은 매우 컸다.
1937년 2월 푸이와 관동군 사령관 우에다 겐키치(植田謙吉)의 사이에 만주국 황제에게 남자 자손이 없는 경우에는 일본 천황이 후사를 정한다는 각서를 교환하였는데 사실상 푸이의 후계자를 일본이 정하게 되었다. 이후 푸이는 이전에 비해 관동군에 의한 암살과 친일적인 성향을 가지는 황제로의 교체를 경계했다고 한다. 푸이는 1937년 만주 기인 타타라씨(他他拉氏)인 탄위링(譚玉齡)을 측실로서 맞아 상귀인(祥貴人)으로 삼았지만, 1942년 사망하였다. 푸이는 관동군에 의한 독살이라고 의심하였으며 도쿄 극동국제군사재판에서도 그와 같이 증언하였다. 하지만 실제로 단순한 병사였다고 증명되었다. 한편 푸이는 1943년 한족 리위친(李玉琴)을 측실로서 맞아 복귀인(福貴人)으로 삼았다.
만주국의 초대 국무원 총리로서 푸이를 지지한 정샤오쉬는 만주국의 실권을 잡은 관동군을 비판하는 발언을 하였고 푸이의 황제 즉위 불과 1년 후인 1935년 5월 사임하였다. 관동군이 과도하게 개입하는 형태로의 만주국의 운영과 실권을 수반하지 않은 형태의 푸이의 황제 취임에 대해서는 일본 내로부터의 반발도 있었다. 당시 정계에 강한 영향력을 가지고 있던 아시아주의자의 거두로 겐요샤의 총수인 도야마 미쓰루는 만주국의 건국 당시부터 일본 정부와 관동군의 과잉 개입에 우려를 나타내었으며 1935년 푸이가 일본을 방문했을 때에 초대를 받았지만 거절하였다.
일만 우호를 촉진하는 목적과 만주국 및 푸이의 위신을 국내외에 높이는 것을 목적으로 하여 1935년 4월 푸이는 일본 천황의 초대에 의해 일본을 국빈으로서 공식 방문한다. 푸이는 일본 제국 해군의 연습 전함 히에이(比叡)를 타고 일본에 도착하였고 히로히토가 도쿄역까지 푸이를 맞이하러 나왔다. 1940년 6월 황기(皇紀) 2600년 기념 행사가 도쿄에서 행해졌을 때에 다시 일본을 방문하여 히로히토와 회견하였다. 푸이의 제2차 일본 방문에서 이세 신궁을 다녀간 후에 만주국에 건국신묘가 만들어져 신체로서 아마테라스 오미카미가 모셔졌고 만주국 국민은 궁성요배와 아마테라스 오오미카미의 숭배를 강제 당하였다. 푸이는 두차례의 일본 방문에서 완룽을 동반하지 않고 단독으로 방일을 하였다.
1937년 일본 육군사관학교를 졸업하고 지바현에 살고 있던 푸이의 동생 푸계와 일본 사가 후작의 딸이자 천황가의 친척에 해당되는 사가 히로(嵯峨浩)의 혼담이 관동군의 주도로 진행되었다. 1938년 2월 6일 주일 만주국 대사관에서 결혼을 발표하였고, 같은 해 4월 3일 도쿄에서 결혼식이 거행되었다. 당초 푸이는 사가 히로를 관동군의 스파이로 의심했지만, 이후 2명의 아이가 태어나고 푸계와 사가 히로의 관계가 양호하자 사가 히로에 대한 경계를 풀었다.

### 만주국 붕괴와 퇴위
푸이가 황제로 즉위한 4년 후인 1937년 7월 7일 베이징의 루거우차오에서 일어난 발포 사건을 계기로서 일본군과 중국군 사이에서 중일 전쟁이 발발했다. 내전 상태에 있던 국민당과 공산당은 일본군에 대항하기 위한 항일 민족 통일 전선인 제2차 국공합작을 구축했다. 1941년 12월 7일 태평양 전쟁의 개전에 의해서 일본이 연합국과 교전 상태에 들어가면서 만주국도 일본과 아울러 연합국 각국에 대해 선전포고를 하여 사실상 추축국의 일원으로 제2차 세계대전에 참전하게 되었다. 그러나 전투 지역으로부터 떨어져 있었고 만주국의 종주국인 일본과 소비에트 사회주의 연방공화국과의 사이에 <일소중립조약>이 존재하여 만주국은 국민당과 공산당에 의한 게릴라 공격이 자주 행해지고 있었지만 평정이 계속되었다. 일본군은 1944년 가을에 들어가면서 각 전선에서 점차 패퇴하기 시작하였다.
1945년 8월 9일 소련은 일본에게 선전포고를 하는 동시에 만주국 국경선을 돌파하였다. 소련군은 동·북·서쪽 세 방향에서 만주국의 수도 신징을 노리고 침공을 시작하였다. 관동군은 <일소중립조약>에 의지해 1942년 이후 증강을 중지하고 주력 부대가 남방 전선에 있었다. 관동군은 1945년 5월 독일의 패배 이후 대일 참전에 대비해 전진 배치된 소련군에게 결정적 반격도 하지 못하고 일본인 만주 거류민을 버려둔 채 패주한다.
일본은 8월 15일 연합국에 대해 항복을 선언한다. 8월 17일 총리대신 장징후이의 주재로 열린 국무원 회의에서 만주국의 해체를 결정하고, 8월 18일 푸이는 퇴위의 조칙을 읽어내려 만주국은 탄생한지 13년 만에 멸망한다. 8월 20일 푸이의 퇴위조서를 공포할 예정이었지만 할 수 없었다.

### 포로와 수감

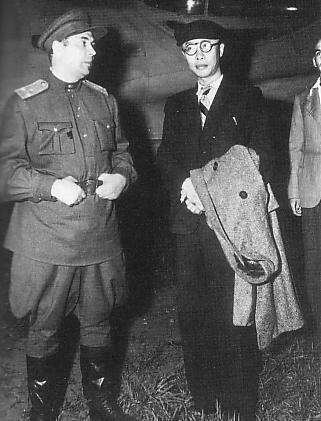
푸이와 소련군 장교
(1946년)

푸이는 1945년 8월 19일 선양에서 비행기로 일본에 망명하려 했지만 소련군 공수 부대에 사로잡혀 포로가 되었다. 푸이와 동생 푸계는 즉시 소련 영내로 이송되었고 하바롭스크 강제 수용소에 수감되었다. 완룽은 푸이와 동행하지 못하고 따로 이동하던 중 중국 공산당군에 사로잡혔으며, 지린성 옌지의 감옥에서 아편 중독의 금단 증상과 영양 실조로 사망하였다.
1946년 8월 도쿄에서 개정한 극동국제군사재판에서 일본의 전쟁 책임을 증언할 검사 측(대표 조셉 베리 키넌) 증인으로서 도쿄로 호송된다. 검사는 푸이가 일본 제국주의 침략의 희생자였음을 증명하려고 했고, 일본인 피고 변호인들은 푸이가 침략에 가담할 뜻이 있었으며, 만주국 황제로서 맡았던 역할에 대한 그의 증언이 거짓임을 입증하려고 하였다. 존스턴의 저서인 《자금성의 황혼》은 변호인 측의 증거 자료로 제출되었지만 푸이의 증언과 존스턴의 사망을 이유로 재판부는 증거 자료로 채택하지 않았다.
1950년 푸이의 신병은 중화인민공화국으로 인도되어 푸순 전범 관리소(撫順戦犯管理所)에 수감되었다. 동생 푸계와 만주국 상층부 61명 등과 함께 수감되어 중국 공산당에 의한 재교육을 받게 된다. 같은 해 10월 하얼빈 정치범 수용소로 이동하였다가 1954년 다시 푸순 전범 관리소로 돌아왔다. 수감 중의 푸이는 모범수였지만 처음에는 생활력이 없던 푸이로 인해서 주위의 불만이 많았다.

### 말년
1959년 12월 4일 국가 주석 류샤오치의 전범에 대한 특사령을 받아서 12월 9일 푸이는 모범수로 사면되었다. 푸이와 함께 수용소에 수감되었던 동생 푸계도 1960년 11월 20일 석방되었다. 1960년 1월 26일 중난하이에서 푸이는 총리 저우언라이와 회담하여, 석방 이후의 장래에 관하여 대화하였다. 일반 시민의 생활에 익숙해지기 위한 목적으로 저우언라이의 추천을 받아서 중국과학원이 운영하는 베이징 식물원의 정원사로 근무하게 된다. 이후 정협 제4기 전국정치협상회의 문사연구위원회(文史硏究委員會)의 전문위원이 되어서 문사 자료를 연구한다.
1962년 푸이는 저우언라이의 배려로 한족 출신의 간호사 리수셴와 재혼한다. 리수셴은 푸이의 말년을 함께 하지만 자녀를 갖지는 못했다.
1964년 다민족국가가 된 중화인민공화국에서 만주족과 한족 사이의 조화를 목적으로 저우언라이에 의해서 만주족을 대표하여 중국인민정치협상회의 전국위원으로 선출되었다. 저우언라이는 푸이에 대해서 항상 동정적이었다.

### 사망
1966년 문화대혁명 시절에 푸이는 암에 걸리지만, 청조 황제라는 반혁명적 출신 때문에 홍위병의 공격을 염려한 다수의 병원이 그의 입원을 거부하였다. 저우언라이의 지시로 베이징 내의 북경 반제 병원(현, 베이징 협화의원에 입원하지만, 푸이는 이미 입원할 때부터 암이 말기로 진행된 상태였다. 1967년 10월 17일 새벽 2시 30분, 베이징에서 신장암과 심장병으로 사망한다.

### 사후
푸이의 유해는 중화인민공화국의 법에 따라 화장되어 베이징 교외의 바바오산 혁명공동묘지에 매장된다. 1995년 허베이 성 이셴의 청조 역대 황제의 능묘인 청서릉 근처의 민간 묘지 '화룡황원(華龍皇園)'의 경영자가 리수셴에게 푸이의 묘를 조성하는 것을 제안하였고, 이에 동의한 리수셴은 푸이의 유골을 동 묘지로 이장하였다. 이후 푸이의 묘 곁에 완룽과 탄위링의 묘도 조성되었지만, 완룽의 유골이 발견되지 않아서 유품을 묻었다.
중국 정부는 손제(遜帝)라는 칭호만 인정한다.

## 일화

### 황후와 일본 군관 사이의 사생아
푸이는 정신장애를 갖고 있던 황후 완룽과 사이가 좋지 않아 부부 관계가 사실상 절연 상태였다. 완룽은 푸이와 정상적인 부부 생활을 할 수는 없었지만 황후라는 자리를 포기할 수 없었다고 푸이는 밝히고 있다. 그녀가 아편에 빠진 것은 친정 아버지의 권유 때문이었고 일본 군관과 간통한 것은 친정 오빠가 주선한 것이다. 오빠는 완룽이 1932년 푸이를 따라 톈진에서 다롄으로 옮기던 도중 어떤 이익을 얻으려는 의도에서 여동생을 일본 군관에게 넘겼다고 푸이는 지적하고 있다. 두 사람의 부적절한 관계는 이어졌고, 1935년 완룽이 일본 군관 사이에서 사생아를 임신한 사실을 알게 된 푸이는 황후가 아이를 출산하자마자 화로에 던져 죽여버렸는데, 황후는 자신의 아이를 자신의 오빠가 키우는 줄 알고 양육비를 건내기도 하였다고 한다. 그녀는 일본이 패망한 이듬해인 1946년 지린성에서 세상을 떠날 때까지 자신의 아이가 궁 밖에서 살고 있는 것으로 알았다. 푸이가 완룽이 낳은 아이를 아궁이에 던진 사실을 1964년 푸이의 자서전 초판에서 삭제한 것은 외국인들이 가질 수 있는 혐오감을 감안했기 때문이다.

### 만주족 여자 후궁 간택
푸이는 완룽과 이혼하려고 했으나 일본인과 관동군 측이 모두 불허하면서 다른 귀인을 물색해서 보복을 하기로 했다. 친척의 소개로 1937년 탄위링이라는 17세의 만주족 중학생과 결혼했다. 이후 중학교를 졸업한 탄위링과 부부관계를 가졌으나, 탄위링은 1942년 원인 모를 이유로 갑작스럽게 사망하였다.

### 리위친과의 이혼
복귀인 리위친은 푸이가 1959년 특사로 풀려날 때까지 5번이나 전범관리소를 찾았다. 하지만 나이 차와 여러 가지 배경을 고려하여 1958년 이혼한다. 푸이의 자서전 초판에서 이 대목이 삭제된 배경은 당시 당의 배려로 1962년 결혼한 리수셴을 감안했기 때문이다.

## 가족 관계
- 증조부 : 선종 도광성황제 민녕(宣宗 道光成皇帝 旻寧), 1782년 9월 16일 ~ 1850년 2월 25일)
- 조부 : 순현친왕 혁현(醇賢親王 愛新覺羅奕譞, 1840년 10월 16일 ~ 1891년 1월 1일)
- 양부 : 덕종 광서경황제 (德宗 光緖景皇帝) 재첨(載湉, 1871년 8월14일 ~ 1908년 11월 14일)
- 생부 : 순친왕 재풍(醇親王 愛新覺羅載灃, 1883년 2월 12일 ~ 1951년 2월 3일)
- 생모 : 순친왕대복진 유란(醇親王大福晋 瓜爾佳幼蘭, 1884년 ~ 1921년)
- 남동생

1. 푸계(溥傑, 1907년 4월 16일 ~ 1994년 2월 28일), 동복형제.
2. 푸궁(溥倛, 1915년 ~ 1918년)
3. 푸런(溥任, 개명:金友之, 1918년 9월 21일 ~ 2015년 4월 10일), 이복형제.

- 여동생

1. 온영(韞媖, 1909년 ~ 1925년), 동복남매.
2. 온화(韞和, 개명:金欣如, 1911년 ~ 2001년), 동복남매.
3. 온영(韞穎, 개명:金蕊秀, 1913년 ~ 1992년), 동복남매.
4. 온한(韞嫻, 개명:金韞嫻, 1914년 ~ 2003년)
5. 온형(韞馨, 개명:金蕊潔, 1917년 ~ 1998년)
6. 온오(韞娛, 개명:溥韞娛, 1919년 ~ 1982년)
7. 온환(韞歡, 개명:金志堅, 1921년 ~ 2004년)

- 부인

1. 효각민황후 완용(孝恪愍皇后 郭布羅婉容, 1906년 11월 13일 ~ 1946년 6월 20일), 1922년 결혼.
2. 숙비 악이덕특씨 문수(淑妃 鄂爾徳特文繡, 1909년 ~ 1953년), 1922년 결혼, 1931년 이혼.
3. 상귀인 담옥령(祥貴人 谭玉龄, 1920년 ~ 1942년), 1937년 결혼. 광서제의 진비의 조카
4. 복귀인 이옥금(福貴人 李玉琴, 1928년 ~ 2001년), 1943년 결혼, 1957년 이혼.
5. 효예민황후 이숙현(孝睿愍皇后 李淑賢, 1924년 9월 4일 ~ 1997년 6월 9일), 1962년 결혼. 청조 구황실에서 추존

- 양자

1. 유얀(1918년 5월 17일 ~ 1999년 1월 18일)

## 자서전
《나의 전반생》(중국어: 我的前半生, 영어: From Emperor to Citizen)은 유일한 자서전이다. 중화인민공화국에서 정치범으로 재교육을 받던 1957년 후반부터 1년여 동안 20만 자의 초고를 집필하였고, 최종적으로 1964년 3월에 정식 출판되었다. 2007년 중화인민공화국에서 1964년판 당시에 삭제된 16만 자가 새롭게 포함된 완전판이 출판되었다. 푸이의 이혼 및 사생활과 극동국제군사법정의 재판 등의 내용이 새롭게 추가됐다.

## 관련 도서
- 《자금성의 황혼》(Twilight in the Forbidden City), 레지널드 존스턴 저, 빅터 골란츠 사, 1934년 3월.

## 영화
- 1986년, 《훠롱》(火龍), 리한샹(李翰祥) 감독.
- 1987년, 《마지막 황제》(The Last Emperor), 베르나르도 베르톨루치(Bernardo Bertolucci) 감독.

### 내용주
1. ↑  만주어에서 거훙어는 ‘선’(宣), 요소는 ‘통’(統)를 뜻한다.
2. ↑  몽골어에서 휴브트는 ‘선’(宣), 요스는 ‘통’(統)를 뜻한다.

### 출전
1. ↑  “청조 최후의 황제 부의사망”. 1967년 10월 19일. 2023년 10월 4일에 확인함.
2. ↑  “≪경기인터넷신문≫ 중국 마지막 황제 부의(溥儀)의 여인들4”. 2015년 3월 17일. 2023년 10월 4일에 확인함.
3. ↑  옌 총니엔 저, 장성철 역(2007년), 《대청제국 12 군주열전》, 235쪽.
4. ↑  웨난 저, 심규호·유소영 역(2001년), 《구룡배의 전설》, 26쪽.
5. ↑  웨난 저, 위의 책, 23 ~ 24쪽.
6. ↑  레지널드 존스턴 저, 김성배 역(2008년), 《자금성의 황혼》, 돌베개, 229쪽.
7. ↑  레지널드 존스턴, 위의 책, 260쪽.
8. ↑  레지널드 존스턴, 위의 책, 326쪽.
9. ↑  레지널드 존스턴, 위의 책, 439쪽.
10. ↑  레지널드 존스턴, 위의 책, 466쪽.
11. ↑  레지널드 존스턴, 위의 책, 469쪽.
12. ↑  레지널드 존스턴, 위의 책, 472쪽.
13. ↑  레지널드 존스턴, 위의 책, 479쪽.
14. 1 2  레지널드 존스턴, 위의 책, 487쪽.
15. ↑  레지널드 존스턴, 위의 책, 547쪽.
16. ↑  레지널드 존스턴, 위의 책, 553쪽.
17. ↑  웨난 저, 위의 책, 63 ~ 64쪽.
18. ↑  레지널드 존스턴, 위의 책, 12쪽.
19. 1 2 3 4 5 6 7  "파란만장한 황후의 일생 큰 인기", 《경향닷컴》, 2006년 12월 22일.
20. ↑  "中 마지막 황후 日 군관에 능멸 당해 <푸이 자서전>", 《연합뉴스》, 2006년 12월 10일.